# Fernando Pérez Memén
Fernando Pérez Memen (nació en San Pedro de Macorís el 2 de febrero de 1943) es un profesor, autor y embajador dominicano. 
Es licenciado en filosofías por la Universidad Autónoma de Santo Domingo y doctor en Historia por el Colegio de México.
Fue profesor de historia y filosofía de la Universidad Católica Madre y Maestra, de Santiago de los Caballeros, de la Universidad Interamericana de Puerto Rico y profesor e investigador de Historia y  Filosofía de la Universidad Autónoma de Santo Domingo. Profesor del Seminario Santo Tomás de Aquino y del Centro de Estudios Tecnológicos de los Padres Dominicos. Fue Vicerrector de Comunicaciones y Relaciones Internacionales de la Universidad Tecnológica de Santiago; profesor visitante de APEC; de la Universidad de Puerto Rico, Recinto de Río Piedras; de la Universidad de Ohio (1991), (E. U.); y profesor Visitante de Hostos Community Collage (Cuny) de Nueva York, 1994. Fue Director del Departamento de Investigaciones Históricas, Arqueológicas y Folklóricas de la Oficina de Patrimonio Cultural. Encargado del Departamento de Historia del Museo del Hombre Dominicano. Asesor Histórico del Faro a Colón; Columnista del Periódico El Sol (1978); de Última Hora (1982-1984); Columnista del Periódico Listin Diario, desde 1989 hasta el 1995. Editor de la Revista Ciencias y Tecnología de la Universidad Tecnológica de Santiago (UTESA). Encargado de Relaciones Públicas del Grupo Punta Cana. 1989-1995. Director del Periódico La Información de Santiago. De abril de 1995 hasta mayo de 2009.

## Obras
Ha escrito las siguientes obras:
- El Episcopado y la Independencia de México, su tesis de doctorado, editada por la Editorial Jus de México.
- La Iglesia y el Estado en Santo Domingo, editada por la UASD.
- El Arzobispo Fernando Carvajal y Rivera: Un Crítico de la Policía Colonial en Santo Domingo, editada por la Universidad Nacional Pedro Henríquez Ureña (UNPHU).
- Estudios de Historia de las Ideas en Santo Domingo y América., editada por la Academia de Ciencias de la República Dominicana.
- Nuestra Primera Utopía, editada por la Universidad Tecnológica de Santiago (UTESA).
- La Política  Religiosa de Toussaint L’ Ouverture en Santo Domingo.
- El Comercio en la Sociedad Taina.
- La Iglesia Católica en el Pensamiento Constitucional Dominicano, (Publicadas por el Museo del Hombre Dominicano).
- Filosofía de la Cultura (inédito).
- El Pensamiento Dominicano en la Primera República (1844-1861), editada en UNPHU, Primera edición y en la Secretaría de  Educación la segunda edición.
- El Pensamiento Democrático de Duarte, editada por el Banco de Reservas, 2005.
- El Joven Balaguer. Literatura, Periodismo y Política.
- Anexión y Restauración de la República (ideas, Mentalidades e Instituciones), editado por la Secretaría de Cultura, 2008.

Es coautor de los siguientes libros:
- La Sociedad Dominicana en la Segunda República (1865-1924).
- La Sociedad Dominicana en la Tercera República (1924-1965).
- La Administración de Justicia en la República Dominicana.
- El Padre Rafael C. Castellanos.
- Arturo Morales Carrión.
- Homenaje al Historiador y Humanista.
- La Gesta Restauradora.
- El Empresario del Cibao y el Futuro del País.
- Estudios de Historia de la Iglesia en el Caribe, (en UCSD).
- Cincuenta Años de Historia de México, editado por el Colegio de México, 1991.
- La Guerra de Independencia en la América Española.

Ha publicado  en revistas y periódicos nacionales y extranjeros unos 150 artículos de Historia Dominicana y de América. Ha dictado varias conferencias en nuestro país y en el extranjero.

## Otros
Fue elegido “Joven sobresaliente de la República Dominicana” en 1982, por Jeycees Internacional 72; Miembro del Círculo Supremo de Plata de Jeycees Internacional 1992; Premio Nacional de Historia “Juan Pablo Duarte” 1982, con el libro: La Iglesia y el Estado en Santo Domingo. Candidato al Premio Dámaso Alonso de la Argentina, 1984; nominado al Premio de Ciencias de la República Dominicana, en 1991; nominado al Premio México de Ciencia y Tecnología 2000, Premio Nacional de Historia Juan Pablo Duarte 1991 con el libro: El Pensamiento Dominicano en la Primera República.
Ha asistido y presentado ponencias en varios seminarios, talleres, coloquios y conferencias de Historia, Filosofía y Periodismo en nuestro país y en el extranjero.
Es miembro de Número de la Academia Dominicana de la Historia, y miembro Correspondiente de las Academias de Historia de Colombia, Bolivia, Paraguay y el Salvador; de la Academia de Ciencias de la República Dominicana: del Centro Duartiano, Filial de la UNPHU; Miembro de Honor del Centro Duartiano de San Pedro de Macorís, y Asesor Histórico del Centro Duartiano de Santiago de los Caballeros; miembro del club de Leones Santo Domingo Naco y miembro Honorario del Club Rotario “Santiago Monumental”; miembro honorario del Club Rotario Rincón Largo, miembro del Club Rotario Santiago de los Caballeros, y del Club Rotario Santiago Gurabito; del Ateneo de San Pedro de Macorís; miembro del Ateneo Amantes de la Luz de Santiago; miembro de Honor de la Sociedad Cultural Alianza Cibaeña, miembro de la Comisión  Nacional de Bioética y miembro de la Comisión Internacional de Museos (ICOM).
Ha sido reconocido por varias instituciones, entre otras, por el Ayuntamiento de San Pedro de Macorís y la Casa de la Cultura de esa ciudad como Hijo Meritorio y en el Club de Leones de esa ciudad; la Secretaría de Estado de la juventud por su labor a favor de la Juventud Dominicana; por las Fuerzas Armadas de la República Dominicana; la Asociación de Locutores de Santiago; la Universidad Central del Este; la Universidad Autónoma de Santo Domingo (UASD) y la Fundación para el Desarrollo Profesional. Fue reconocido por el Poder Ejecutivo con la orden al Mérito de Duarte, Sánchez Y Mella con el grado de Caballero; por el Ayuntamiento de Moca como hijo adoptivo; La Asociación Dominicana de Periodistas y Escritores le otorgó El Caonabo de Oro 2008; por Logomarca con “La Pluma de la Excelencia”; y por el Programa de Televisión “Senderos del Mundo” como “Personaje del Año 2008”. Miembro del Consejo de Doctores de la Secretaría de Educación Superior Ciencia y tecnología, “Doctor Honoris Causa”, por la Universidad Tecnológica de Santiago (UTESA) 2009, y reconocido por el Ateneo Dominicano 2009, por sus aportes Culturales, Políticos y Sociales en la República Dominicana,  
Fue director del periódico La Información desde abril de 1995.
Fue Vicepresidente de la Sociedad Dominicana de Diarios;
Vicepresidente de la Academia Dominicana de la historia.
Presidente de la Sección Dominicano de Historia del Instituto Panamericano de Geografía e Historia.
Miembro de la Comisión para la Identificación y Protección de los Monumentos Naturales y Culturas. 
Designado por el presidente Leonel Fernández Reyna, Embajador Extraordinario y Plenipotenciario en México.